# Darisodes mauritiaria
Darisodes mauritiaria är en fjärilsart som beskrevs av Paul Mabille 1893. Darisodes mauritiaria ingår i släktet Darisodes och familjen mätare. Inga underarter finns listade i Catalogue of Life.